# Olewin (gromada)
Olewin – dawna gromada, czyli najmniejsza jednostka podziału terytorialnego Polskiej Rzeczypospolitej Ludowej w latach 1954–1972.
Gromady, z gromadzkimi radami narodowymi (GRN) jako organami władzy najniższego stopnia na wsi, funkcjonowały od reformy reorganizującej administrację wiejską przeprowadzonej jesienią 1954 do momentu ich zniesienia z dniem 1 stycznia 1973, tym samym wypierając organizację gminną w latach 1954–1972.
Gromadę Olewin siedzibą GRN w Olewinie utworzono – jako jedną z 8759 gromad na obszarze Polski – w powiecie wieluńskim w woj. łódzkim, na mocy uchwały nr 40/54 WRN w Łodzi z dnia 4 października 1954. W skład jednostki weszły obszary dotychczasowych gromad Sieniec, Olewin, Jodłowiec i Starzenice oraz kolonie Widoradz-Tarki i Widoradz-Porąbki z dotychczasowej gromady Widoradz ze zniesionej gminy Olewin w tymże powiecie. Dla gromady ustalono 16 członków gromadzkiej rady narodowej.
31 grudnia 1959 do gromady Olewin przyłączono obszar zniesionej gromady Masłowice oraz kolonię Widoradz z gromady Ruda.
Gromada przetrwała do końca 1972 roku, czyli do kolejnej reformy gminnej.